# Korživci
Korživci (in ucraino Коржівці?) è un centro abitato dell'Ucraina di 570 abitanti del distretto di Chmel'nyc'kyj nell'oblast' di Chmel'nyc'kyj.

## Amministrazione
Sindaco: Valentina Diduh.

## Monumenti storici
- Monastero maschile di Korživci — fondato nel 1742.
- Teatro di Korživci

## Infrastrutture e trasporti

### Ferrovie
Korživci ha una stazione ferroviaria, ubicata lungo la Ferrovia Leopoli-Kiev-Donec'k. Il fabbricato viaggiatori ha una grande sala d'aspetto di 56 m2 con biglietteria automatica e biglietteria col personale. Sono circa 140 i treni che effettuano servizio nella stazione.